# Tennis ai XVIII Giochi del Mediterraneo
I tornei di tennis ai XVIII Giochi del Mediterraneo si sono svolti dal 26 al 30 giugno 2018 presso il Club Tenis Tarragona di Tarragona. Si sono disputati i tornei nel singolare e nel doppio, sia in ambito maschile sia femminile.

## Calendario
Il calendario delle gare è stato il seguente:
| ● | Competizioni | ● | Finali |

| Giugno/Luglio |    |    |    |    |    |    |    |    |    |
| 22            | 23 | 24 | 25 | 26 | 27 | 28 | 29 | 30 | 1º |
|               |    |    |    | ●  | ●  | ●  | 2  | 2  |    |

## Risultati

### Uomini
| Evento               | Oro                                       | Argento                                  | Bronzo                            |
| Singolare (dettagli) | Lamine Ouahab                             | Lucas Catarina                           | Jacopo Berrettini                 |
| Doppio (dettagli)    | Francia Alexandre Müller Corentin Denolly | Tunisia Anis Ghorbel Mohamed Aziz Dougaz | Turchia Sarp Ağabigün Anıl Yüksel |

### Donne
| Evento               | Oro                           | Argento                                              | Bronzo                             |
| Singolare (dettagli) | Başak Eraydın                 | Fiona Ferro                                          | Veronika Erjavec                   |
| Doppio (dettagli)    | Turchia Başak Eraydın İpek Öz | Bosnia ed Erzegovina Nefisa Berberović Dea Herdželaš | Spagna Marina Bassols Eva Guerrero |

## Medagliere
| Posizione | Paese                | Oro | Argento | Bronzo | Totale |
| --------- | -------------------- | --- | ------- | ------ | ------ |
| 1         | Turchia              | 2   | 0       | 1      | 3      |
| 2         | Francia              | 1   | 1       | 0      | 2      |
| 3         | Marocco              | 1   | 0       | 0      | 1      |
| 4         | Bosnia ed Erzegovina | 0   | 1       | 0      | 1      |
| 4         | Monaco               | 0   | 1       | 0      | 1      |
| 4         | Tunisia              | 0   | 1       | 0      | 1      |
| 7         | Italia               | 0   | 0       | 1      | 1      |
| 7         | Slovenia             | 0   | 0       | 1      | 1      |
| 7         | Spagna               | 0   | 0       | 1      | 1      |
| Totale    | Totale               | 4   | 4       | 4      | 12     |